# 諾曼征服愛爾蘭
諾曼征服愛爾蘭（英語：Norman invasion of Ireland）發生在12世紀後期，教皇阿德里安四世，唯一的英國教皇，在1155年發佈詔書，授權亨利入侵愛爾蘭，以促進愛爾蘭教會的改革和對教皇的屈服，當時盎格魯-諾曼人逐漸征服並從愛爾蘭人手中收購了大片土地，英格蘭王國隨後宣布對這些土地擁有主權。當時，蓋爾愛爾蘭由數個王國組成，其中一位愛爾蘭至尊王宣稱擁有多個其他國王的統治權。諾曼征服是愛爾蘭歷史上的一個分水嶺，標誌著800多年來英國入侵愛爾蘭的開始。